# Pete Jacobsen
Pete Jacobsen (Newcastle-upon-Tyne, 16 mei 1950 - Londen, 29 april 2002) was een Britse jazzpianist.

## Biografie
Jacobsen, die als baby blind werd, leerde zichzelf als kind de basis van harmonie. In 1969 voltooide hij zijn opleiding tot klassiek concertpianist aan de Royal Academy of Music. Daarna speelde hij fusionjazz met Barbara Thompson en Gary Boyle om zich daarna bij Morrissey-Mullen te voegen. Daarna begeleidde hij de Schotse saxofonist Bobby Wellins en was hij betrokken bij zijn opnamen Jubilation (1978), Dreams Are Free (1979) en Birds of Brazil (1989). In de jaren 1980 en 1990 maakte hij deel uit van de bands van Chris Biscoe en Tim Whitehead. Hij werkte ook samen met Don Weller, Alan Skidmore, Peter King en de Keltische jazzband Carmina, maar ook met reizende muzikanten als Eberhard Weber en Jimmy Knepper. Hij speelde ook solo-concerten. Hij beheerste het spectrum van rechttoe rechtaan jazz tot vrije improvisatiemuziek en werd volgens de Jazz Rough Guide niet zo gewaardeerd dat zijn gevoelige en tegelijkertijd krachtige spel het verdiende.

## Overlijden
Pete Jacobsen overleed in april 2002 op 51-jarige leeftijd.

## Discografie
- 1978: Jubilation (Bobby Wellins Quartet)
- 1979: Dreams Are Free (Bobby Wellins Quartet)
- 1980: Primrose Path (Jimmy Knepper)
- 1984: Hi-Fly (Peter King met het Philippe Briand Trio)
- 1985: This Must Be the Place (Morrissey–Mullen)
- ????: Modern Alarms (Chris Biscoe Quartet/Quintet/Sextet)
- 1986: Chris Biscoe Sextet (Chris Bisoe Sextet)
- 1988: Happy Hour (Morrissey–Mullen)
- 1988: Eleven Years From Yesterday (Phil Wachsmann, Peter Jacobsen, Ian Brighton, Marcio Mattos en Trevor Taylor)
- 1989: Birds of Brazil (Bobby Wellins Quintet met the Delme String Quartet)
- 1990: So Slam It (Charlie Hearnshaw Quartet)
- 1991: Authentic (Tim Whitehead Quartet)
- 1994: Silence Between Waves (Tim Whitehead Quartet)
- 1994: Ever Onward (solo)
- 2000: Highly Committed Media Players' (Network | Larry Coryell)
- 2002: On Your Marks (Pete Jacobsen, Simon Woolf en Nic France Trio live at the Peterborough Jazz Club)
- 2003: See You Later, Forever – Phil Burdett (op orgel en piano)